# Arnold Hutschnecker
Arnold Aaron Hutschnecker (* 13. Mai 1898 in Österreich-Ungarn; † 28. Dezember 2000 in Sherman, Fairfield County, Connecticut) war ein austroamerikanischer Psychiater und Psychotherapeut.

## Leben
Hutschnecker wuchs in einer jüdischen Familie auf und diente nach abgelegter Matura im Ersten Weltkrieg in der k.u.k. Armee. In der Folge absolvierte Hutschnecker ein Studium der Medizin an der Humboldt-Universität zu Berlin sowie eine Weiterbildung zum Psychiater, bevor er eine eigene Praxis in Berlin führte.
Hutschnecker trat als öffentlicher Kritiker des deutschen Diktators Adolf Hitler auf, drei Jahre nach der Machtergreifung der Nationalsozialisten emigrierte Hutschnecker als verfolgter Jude 1936 nach New York City. Er erwarb dort die Zertifikate in Innerer Medizin und Psychiatrie, anschließend praktizierte er viele Jahre als Internist. Ab den frühen 1950er Jahren spezialisierte er sich zunehmend auf die Psychotherapie. Seine psychotherapeutische Beratungen wurden unter anderem von dem damaligen US-Vizepräsidenten und späteren Präsidenten Richard Nixon, mit dem er bis zu dessen Tod in Kontakt blieb, und Gerald Ford, der das bestritt, in Anspruch genommen.
1951 veröffentlichte er den Bestseller The Will to Live. Hutschnecker starb am 28. Dezember 2000 im Alter von 102 Jahren als einer der letzten Veteranen der k.u.k. Armee in seinem Haus in Sherman im Bundesstaat Connecticut.

## Schriften
- Love and hate in human nature, Crowell, 1955
- Der Wille zum Leben, Non Stop-Bücherei, Berlin-Grunewald, 1959
- Der Wille zum Glücklichsein, Herbig, Berlin, 1965
- Psychopolitik: eine Kritik des Willens zur Macht, Bertelsmann Verlag, 1975, ISBN 357002976X
- Hope: The Dynamics of Self Fulfillment, Neuauflage, Pocket Books, 1986, ISBN 0671437097